# ドラゴマン (ブルガリア)
ドラゴマン（ブルガリア語: Драгоман, Dragoman, [drɐɡoˈman]）は、ブルガリアのソフィア州にある町。同名のドラゴマン市の行政の中心地である。
セルビアとの国境近くに位置する。人口は5,362人（2011年）。
南極のサウスシェトランド諸島にあるスミス島のドラゴマン氷河は、この町の名前に由来する。